# Emilie Harnichard
Emilie Harnichard (ur. 21 czerwca 1973) – francuska judoczka. Startowała w Pucharze Świata w latach 1996–1998, 2000, 2003 i 2004. Złota medalistka mistrzostw Europy w drużynie w 2003. Mistrzyni Francji w 1999 i 2002 roku.